# Liste der Monuments historiques in Favières (Meurthe-et-Moselle)
Die Liste der Monuments historiques in Favières führt die Monuments historiques in der französischen Gemeinde Favières auf.

## Liste der Objekte
| Bezeichnung                | Beschreibung                           | Standort                                      | Kennzeichnung | Schutzstatus   | Datum     | Bild |
| -------------------------- | -------------------------------------- | --------------------------------------------- | ------------- | -------------- | --------- | ---- |
| Orgel                      | Ensemble aus PM54000224 und PM54001537 | in der Kirche St-Antoine-et-St-Sulpice (Lage) | PM54001301    | Classé Inscrit | 1982 2005 |      |
| Orgelprospekt              | 1855 von Alexandre Jacquet gebaut      | in der Kirche St-Antoine-et-St-Sulpice (Lage) | PM54001537    | Inscrit        | 2005      |      |
| Instrumentalteil der Orgel | 1855 von Alexandre Jacquet gebaut      | in der Kirche St-Antoine-et-St-Sulpice (Lage) | PM54000224    | Classé         | 1982      |      |